# Koszt psychiczny
Koszt psychiczny - każde zachowanie człowieka łączy się z wydatkowaniem energii psychicznej. Chodzi tu zarówno o mobilizację energii psychicznej niezbędnej dla procesu intelektualnej analizy jak sukcesywne pobudzanie zachowań w trakcie dochodzenia do realizacji celu. Nakłady energii psychicznej, którą człowiek wydatkuje w trakcie realizacji dowolnych działań określimy mianem kosztu psychicznego tej działalności. Np. koszt psychiczny pracy, psychiczny koszt współdziałania z innymi ludźmi, psychiczny koszt nauki, psychiczny koszt zakupów, psychiczny koszt ruchu drogowego…itp. Ilość osobniczej energii psychicznej jest skończona i wydatkowanie jej w jednej dziedzinie zmniejsza możliwości jej wydatkowania w innych dziedzinach. Wydatkowanie energii psychicznej jest równoznaczne z ponoszeniem kosztów psychicznych.